# 인선왕후
인선왕후 장씨(仁宣王后 張氏, 1619년 1월 30일(음력 1618년 12월 25일) ~ 1674년 3월 30일(음력 2월 24일))는 조선의 왕후로, 효종의 왕후이자 현종의 모후이다.

## 생애

### 탄생과 가계
1618년(광해군 10년) 12월 25일, 경기도 안산(현 시흥시)에서 아버지 신풍부원군 장유(張維)와 어머니 영가부부인 김이순(金二順)의 둘째 딸로 태어났다.
본관은 덕수이며, 시조는 고려 충렬왕 때 제국대장공주를 따라 원나라에서 귀화한 위구르인 장순룡이다. 어머니 영가부부인은 김상용의 딸이며 척화파 김상헌의 조카이다. 김상용은 병자호란 당시 강화도가 함락될 위기에 놓이자 화약에 불을 붙여 순절하였다.
남편 효종과는 성종을 공통 조상으로 한다.
| ┌─→  | 중종   | → | 덕흥대원군 | → | 선조   | → | 원종   | → | 인조       | → | 효종     |
| 성종 |        |   |            |   |        |   |        |   |            |   |          |
| └─→  | 경명군 | → | 이연환     | → | 김극효 | → | 김상용 | → | 영가부부인 | → | 인선왕후 |

### 군부인 시절
1631년(인조 9년) 9월 13일, 인조의 둘째 아들인 봉림대군(효종)과 가례를 올리고 풍안부부인(豊安府夫人)에 봉해졌다.
병자호란이 발생하자, 강화도로 피난하였는데 이듬해 강화도가 함락되면서 강화 조약의 조건으로 남편인 봉림대군을 따라 청나라 심양에서 9년간 인질 생활을 하였다.
1645년(인조 23년) 소현세자가 급서하자 인조의 명에 의해 봉림대군이 세자로 책봉되면서 장씨 또한 세자빈에 책봉되었다.

### 왕비 · 왕대비 시절
1649년 인조가 승하하고 효종이 즉위하자 왕비로 책봉되었다.
1659년 효종이 승하하고 아들 현종이 즉위하자 왕대비가 되었고, 1661년(현종 2년), 효숙왕대비(孝肅王大妃)의 존호를 받았다.
현종과 인선왕후는 여러 해에 걸쳐 자주 온천에 행차하였는데, 1669년(현종 10년) 3월에는 약 한달 동안 온양온천에 머물렀다. 이때 현종과 명성왕후를 비롯하여 네 공주(숙안, 숙명, 숙휘, 숙경공주)도 함께 행차하였다.
인선왕후는 딸들과 한글로 편지를 주고받았는데, 숙명공주와 숙휘공주에게 보낸 한글편지의 일부가 신한첩에 수록되어있다.

### 최후

#### 시호 및 능묘

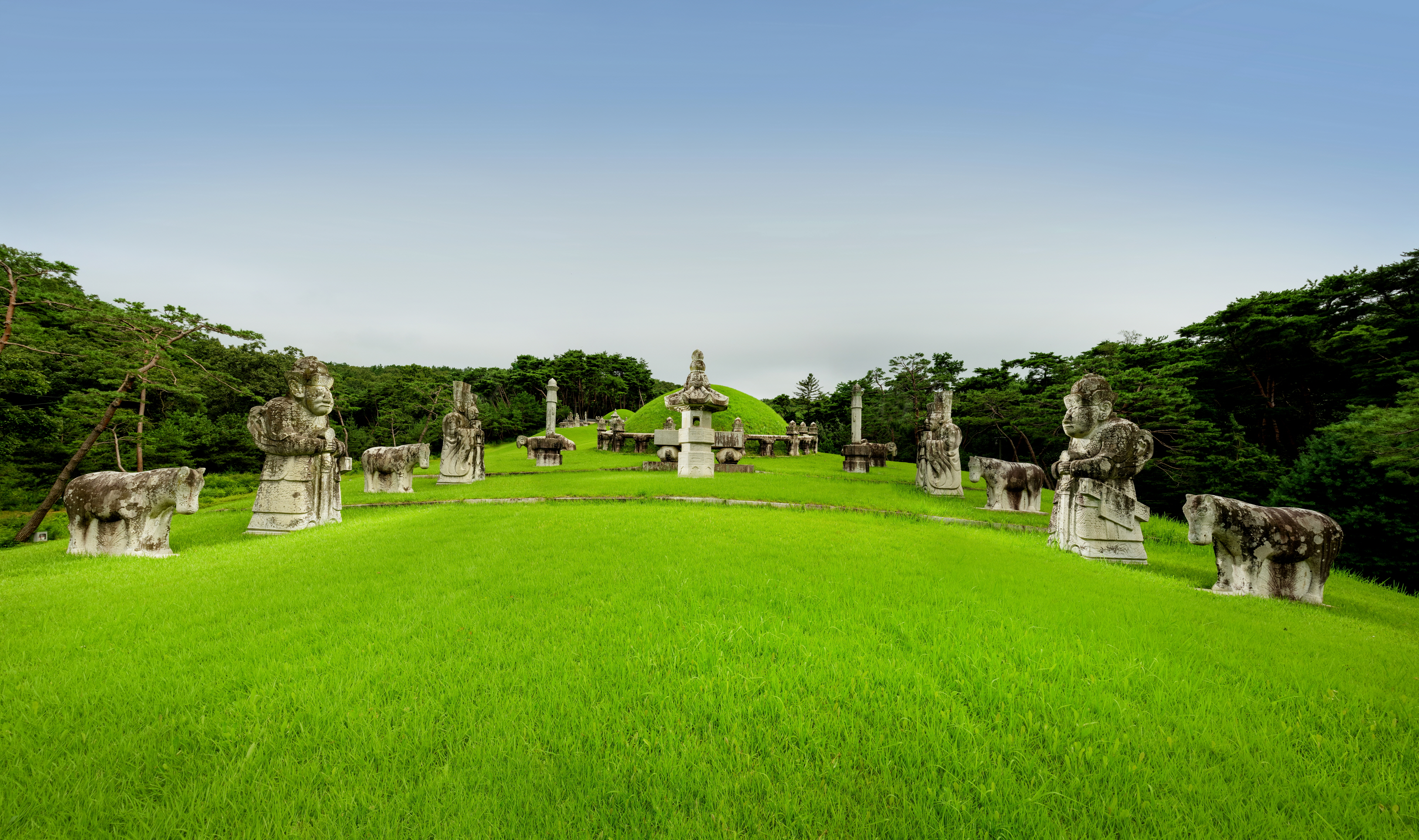
효종과 인선왕후가 묻힌 영릉

1674년(현종 15년) 2월 24일 새벽, 경덕궁 회상전에서 사망하였다. 인선왕후의 사망일을 현종실록은 2월 23일로, 현종개수실록과 승정원일기는 2월 24일로 기록하고 있다.
시호는 인선(仁宣)이며, 사랑을 베풀고 의리에 승복하는 것을 일러 인(仁), 성스럽고 착함이 널리 알려진 것을 일러 선(宣)이라 하였다. 존호와 휘호를 합친 정식 시호는 효숙정범경렬명헌인선왕후(孝肅貞範敬烈明獻仁宣王后)이다.
능은 경기도 여주의 영릉(寧陵)으로 남편인 효종과 함께 동원상하릉(同原上下陵)릉의 방식으로 묻혀있다.
인선왕후는 딸들과 한글로 편지를 주고받았는데, 숙명공주와 숙휘공주에게 보낸 한글편지의 일부가 신한첩에 수록되어있다.

#### 예송논쟁
인선왕후가 승하하자, 인조의 계비인 자의대비(장렬왕후)가 며느리의 상중에 얼마동안 상복을 입어야 하는가를 두고 서인과 남인간에 논쟁이 일어났다. 서인은 기년복(1년복)으로 정했다가 대공복(9개월 복)으로 수정하였는데, 남인이 대공복의 부당성을 지적하면서 기년복(1년복)을 주장하였다. 현종은 서인의 주장을 물리치고 남인의 기년복을 채택하여 경신환국때까지 남인이 정국을 주도하게 되었다.

## 가족 관계
| 조선의 왕비 | 인선왕후 장씨 仁宣王后 張氏 | 출생                                                     | 사망                                                             |
| 조선의 왕비 | 인선왕후 장씨 仁宣王后 張氏 | 1619년 1월 30일 (1618년 음력 12월 25일) 조선 경기도 시흥 | 1674년 3월 20일 (음력 2월 24일) (55세) 조선 한성부 경덕궁 회상전 |

|    |                                     | 본관 | 생몰년          | 부모                              | 비고              |
| -- | ----------------------------------- | ---- | --------------- | --------------------------------- | ----------------- |
| 부 | 신풍부원군 장유 新豊府院君 張維     | 덕수 | 1587년 - 1638년 | 장운익 張雲翼 밀양 박씨 密陽 朴氏 |                   |
| 모 | 영가부부인 김이순 永嘉府夫人 金二順 | 안동 | 1587년 - 1654년 | 김상용 金尙容 안동 권씨 安東 權氏 | 경명군의 외고손녀 |

| 조선 제17대 국왕 | 효종 孝宗 | 출생                                                    | 사망                                                            |
| 조선 제17대 국왕 | 효종 孝宗 | 1619년 6월 23일 (음력 5월 22일) 조선 한성부 경행방 본궁 | 1659년 6월 13일 (음력 5월 4일) (39세) 조선 한성부 창덕궁 대조전 |

| 작호 | 작호              | 이름            | 생몰년                      | 배우자                      | 비고        |
| ---- | ----------------- | --------------- | --------------------------- | --------------------------- | ----------- |
| 장녀 | 숙신공주 淑愼公主 |                 | 1634년 - 1645년             | 미혼                        |             |
| 차녀 | 숙안공주 淑安公主 | 1636년 - 1697년 | 익평위 홍득기 益平尉 洪得箕 |                             |             |
| -    | 대군              | ? - 1642년      |                             |                             |             |
| 3녀  | 숙명공주 淑明公主 | 1640년 - 1699년 | 청평위 심익현 靑平尉 沈益顯 |                             |             |
| 장남 | 현종대왕 顯宗大王 | 연 棩           | 1641년 - 1674년             | 명성왕후 김씨 明聖王后 金氏 | 제18대 국왕 |
| 4녀  | 숙휘공주 淑徽公主 |                 | 1642년 - 1696년             | 인평위 정제현 寅平尉 鄭齊賢 |             |
| -    | 공주              | ? - 1644년      |                             |                             |             |
| -    | 대군              | 1645년 - 1645년 |                             |                             |             |
| 5녀  | 숙정공주 淑靜公主 | 1646년 - 1668년 | 동평위 정재륜 東平尉 鄭載崙 |                             |             |
| 6녀  | 숙경공주 淑敬公主 | 1648년 - 1671년 | 흥평위 원몽린 興平尉 元夢鱗 |                             |             |

| 숙안공주                    | 숙안공주      | 숙명공주                    | 숙명공주                    | 현종대왕          | 현종대왕                                              |
| --------------------------- | ------------- | --------------------------- | --------------------------- | ----------------- | ----------------------------------------------------- |
| 홍치상 洪致祥               | 홍치상 洪致祥 | 심정보 沈廷輔 심정협 沈廷協 | 심정보 沈廷輔 심정협 沈廷協 | 숙종대왕 肅宗大王 | 명선공주 明善公主 명혜공주 明惠公主 명안공주 明安公主 |
| 숙휘공주                    | 숙휘공주      | 숙정공주                    | 숙정공주                    | 숙경공주          | 숙경공주                                              |
| 정인상 鄭獜祥 정태일 鄭台一 | 정씨 鄭氏     | 정효선 鄭孝先               | 정씨 鄭氏                   | 원명구 元命龜     | 원숙희 元淑喜                                         |

## 인선왕후가 등장하는 작품

### 드라마
- 《대명》 (KBS, 1981년, 배우:원미경)
- 《마의》 (MBC, 2012년~2013년, 배우:김혜선)
- 《궁중잔혹사: 꽃들의 전쟁》 (JTBC, 2013년, 배우:이문정)

## 같이 보기
- 신한첩 곤 - 보물 제1946호
- 숙명신한첩 - 보물 제1947호
- 효종
- 소현세자
- 민회빈 강씨
- 병자호란
- 현종
- 예송

### 주해
1. ↑  1637년 혹은 1638년 출생
2. ↑  1643년 혹은 1644년 출생

| 전임 장렬왕후 | 조선 역대 왕후 1649년 ~ 1659년 | 후임 명성왕후 |